# تولباغية حادة الفلقات
تولباغية حادة الفلقات (الاسم العلمي:Tulbaghia acutiloba) هي نوع من النباتات يتبع جنس التولباغية من الفصيلة النرجسية.